# Loreto Capella Olasagasti
Loreto Capella Olasagasti (Tarancón, Cuenca, 10 de diciembre de 1853 - Madrid, 31 de mayo de 1929) fue un gastrónomo y cocinero español de comienzos del siglo XX. Fue cocinero de la Corte en el reinado de Alfonso XII en los cargos de cocinero mayor y jefe de Repostería. Se trata del primer cocinero en inaugurar una academia de cocina en España, en el año 1901 en sociedad con el también cocinero Félix Ibarguren (apodado 'Shishito' o 'Xixito') y abierta en San Sebastián y que funcionó hasta el 27 de febrero de 1913. También colaboró activamente escribiendo en la revista culinaria española denominada "El Gorro Blanco".